# Oscar Schwab
Oscar Joseph Schwab (Parigi, 24 giugno 1882 – Berlino Ovest, 24 agosto 1955) è stato un pistard svizzero naturalizzato statunitense.
Schwab nacque a Parigi ma crebbe in Svizzera, essendo sua madre cittadina di quel Paese. In seguito, fu adottato dal patrigno, cittadino americano e nel 1900 ricevette la cittadinanza statunitense.
Schwab partecipò ai Giochi olimpici di Saint Louis 1904 nella gara del quarto di miglio di ciclismo, dove fu eliminato al primo turno. L'anno seguente divenne professionista e si trasferì in Europa dove disputò diverse gare di ciclismo. Nel 1907 diventò campione svizzero di velocità.
Nel 1912 Schwab si sposò a Berlino mentre nel 1926 ritornò negli Stati Uniti.

## Piazzamenti

### Competizioni mondiali
- Giochi olimpici

St. Louis 1904 - Quarto di miglio: eliminato al primo turno